# Chris Gitsham
Christopher William « Chris » Gitsham (né le 15 octobre 1888 à Pietermaritzburg et décédé le 16 juin 1956) est un athlète sud-africain spécialiste du marathon. 

## Biographie

### Palmarès
| Date | Compétition           | Lieu      | Résultat | Performance     |
| ---- | --------------------- | --------- | -------- | --------------- |
| 1912 | Jeux olympiques d'été | Stockholm | 2e       | 2 h 37 min 52 s |

### Records
| Épreuve  | Performance     | Lieu | Date |
| -------- | --------------- | ---- | ---- |
| Marathon | 2 h 37 min 14 s |      | 1912 |